# Madrigal (Guadalajara)
Madrigal es una localidad española del municipio de Atienza, perteneciente a la provincia de Guadalajara, en la comunidad autónoma de Castilla-La Mancha. En 2024 tenía empadronados 6 habitantes.

## Historia
A mediados del siglo XIX, el lugar, por entonces con ayuntamiento propio, tenía contabilizada una población de 215 habitantes. Aparece descrito en el decimoprimer volumen del Diccionario geográfico-estadístico-histórico de España y sus posesiones de Ultramar de Pascual Madoz de la siguiente manera:

MADRIGAL: l. con ayuntamiento en la provincia de Guadalajara (12 leg.), partido jud.  de Atienza (1), aud.  terr.  de Madrid (22), c. g. de Castilla la Nueva, dióc. de Sigüenza (4): sit. en un valle entre dos cerros; le combaten principalmente los vientos del N., que hacen su clima frio y propenso á fiebres intermitentes: tiene 40 casas; la consistorial; escuela de instrucción primaria á cargo de un maestro á la vez sacristán y secretario de ayunt., dotado con una pequeña retribucion; una igl. parr.  (San Lorenzo Martir) servida por un cura y un sacristan; fuera de la pobl. aunque muy cerca de las casas, hay una fuente de buenas aguas, que provee á las necesidades del vecindario, térm. confina N. Barcones; E. Paredes; S. Cincovillas, y O. Bochones y Atienza; dentro de él se encuentran varios manantiales de regulares aguas: el terreno es de buena calidad; comprende un monte poblado de roble, en su mayor parte de mata baja. caminos los que dirijen á los pueblos limítrofes, en mediano estado. correo : se recibe y despacha en la adm. de Atienza, á donde los interesados acuden á recogerlo. prod.: trigo, cebada, avena, patatas, yeros, almortas, garbanzos y lentejas; leñas de combustible y buenos pastos con los que se mantiene ganado lanar, vacuno y mular, hay caza de liebres, conejos y perdices. ind.: la agrícola y recria de ganados. comercio: esportacion del sobrante de frutas, algun ganado y lana, é importacion de los art.  de consumo que fallan. pobl.: 53 vec., 215 alm. cap. prod.: 845,300 rs. imp.: 69,200.  CONTR.: 2,780
(Madoz, 1846, p. 10)

El municipio de Madrigal desapareció en 1975, al ser incorporado junto con el de Alpedroches al término municipal de Atienza.  En 2024 contaba con 6 habitantes.

## Demografía
| Gráfica de evolución demográfica de Madrigal entre 1842 y 1970 |
| |
| Población de derecho según los censos de población del INE Población de hecho según los censos de población del INEEntre el censo de 1981 y el anterior, este municipio desaparece porque se integra en el municipio Atienza |